# Trankjer
Trankjer (dänisch Trankær) ist ein in den Gemeinden Esgrus und Stangheck in der Landschaft Angeln im Nordosten des Bundeslandes Schleswig-Holstein gelegenes etwa 22 ha großes Waldgebiet. Das Trankjer ist als reich gegliederter, überwiegend feuchter (vgl. kær) Laubmischwald zu charakterisieren. Im nördlichen Teil befindet sich eine größere Lichtung mit Grünlandnutzung. Der Wald wird von der Lüchtofter Mühlenau durchzogen. Es befinden sich drei Grabhügel ehemaliger Steingräber im Wald. Nach Norden findet der Wald seine Fortsetzung in der 8 ha großen Christianslücke (Christiansløkke), nach Nordosten in der 27 ha großen und zum Gut Rundhof gehörenden Holzkoppel (Skovkobbel). Im Umfeld befinden sich die Häusergruppen Stausmark (Stavsmark) und Röhrmoos (Rørmose).
Der Flurname ist erstmals 1690 schriftlich dokumentiert. Das Präfix Tran- geht auf dän. trane  für Kraniche (vgl. altnord. trana) zurück. Ein -kær bezeichnet ein (feuchtes) Unterholz (vgl. altnord. kjarr oder kjǫrr). Der Name bedeutet daher etwa „Kratt der Kraniche“. Das Gebiet ist inzwischen als FFH-Gebiet Wald südlich Holzkoppel als NATURA-2000-Schutzgebiet ausgewiesen. 